# Moonbin & Sanha
Moonbin & Sanha – pierwszy subunit południowokoreańskiej sześcioosobowej grupy Astro, duet stworzony z Moonbina i Yoon Sanhy. Ich debiutancki minialbum In-Out ukazał się 14 września 2020 roku.

## Historia

### Przed debiutem
21 sierpnia 2020 roku, Fantagio Music opublikowało teasera z logo i datą potwierdzającą, że Moonbin i Sanha stworzą sub-jednostkę i wydadzą EP w następnym miesiącu. Przed debiutem zarówno Moonbin, jak i Sanha współprowadzili program muzyczny Show Champion od marca 2020 roku razem z Kangminem z Verivery. W Q&A dla prasy Moonbin i Sanha powiedzieli, że ich chemia podczas prowadzenia programu zainspirowała ich do utworzenia sub-jednostki.

### 2020–2023: Debiut zIn-OutiRefugeoraz śmierć Moonbina
14 września 2020 roku Moonbin & Sanha oficjalnie zadebiutowali z minialbumem In-Out wraz z głównym singlem „Bad Idea”. Tydzień później, 22 września, zdobyli swoje pierwsze trofeum w programie muzycznym dzięki singlowi w SBS MTV The Show. Tydzień po premierze In-Out zadebiutował na miejscu numer 9 na cotygodniowej japońskiej liście albumów Oricon oraz na miejscu numer 2 na cotygodniowej liście albumów Gaon.
11 lutego 2022 roku Moonbin & Sanha wydali przedpremierowy singiel „Ghost Town”, przed wydaniem 15 marca swojego drugiego minialbumu Refuge, zawierającego utwór tytułowy „Who”.
3 grudnia 2022 roku agencja Fantagio ogłosiła, że Moonbin & Sanha powrócą 4 stycznia 2023 roku z ich trzecim minialbumem Incense.
20 kwietnia o godzinie 00:50 czasu koreańskiego (KST) agencja Yonhap News podała informację, że Moonbin zmarł, po tym jak jego menedżer znalazł go martwego w jego domu wieczorem 19 kwietnia.

## Członkowie
| Imię       | Zdjęcie | Data urodzenia   | Pozycja                          | Zwiastun      |
| ---------- | ------- | ---------------- | -------------------------------- | ------------- |
| Moonbin    |         | 26 stycznia 1998 | lider, główny tancerz, sub-wokal | [ 12 ] [ 13 ] |
| Yoon Sanha |         | 21 marca 2000    | główny wokalista                 | [ 14 ] [ 15 ] |

## Dyskografia

### Minialbumy
| Rok  | Dane dot. albumu                                                                                  | Najwyższa pozycja | Najwyższa pozycja | Sprzedaż                      |
| Rok  | Dane dot. albumu                                                                                  | KOR (Circle)      | JPN               | Sprzedaż                      |
| ---- | ------------------------------------------------------------------------------------------------- | ----------------- | ----------------- | ----------------------------- |
| 2020 | In-Out - Wydany: 14 września 2020 - Wytwórnia: Fantagio - Format: CD, digital download, streaming | 2                 | 9                 | - KOR: 70 120+ - JPN: 10 893  |
| 2022 | Refuge - Wydany: 15 marca 2022 - Wytwórnia: Fantagio - Format: CD, digital download, streaming    | 4                 | 11                | - KOR: 147 056+ - JPN: 9380   |
| 2023 | Incense - Wydany: 4 stycznia 2023 - Wytwórnia: Fantagio - Format: CD, digital download, streaming | 5                 | 2                 | - KOR: 135 162+ - JPN: 14 081 |

### Single

#### Single cyfrowe
| Rok                                                       | Tytuł        | Najwyższa pozycja | Album   |
| Rok                                                       | Tytuł        | Circle            | Album   |
| --------------------------------------------------------- | ------------ | ----------------- | ------- |
| 2020                                                      | „Bad Idea”   | 191               | In-Out  |
| 2022                                                      | „Ghost Town” | –                 | Refuge  |
| 2022                                                      | „Who”        | 29                | Refuge  |
| 2023                                                      | „Madness”    | 90                | Incense |
| „–” oznacza, że singiel nie był notowany na danej liście. |              |                   |         |

## Aktywność

### Telewizja i reality show
| Data            | Nazwa stacji | Nazwa programu                                            | Szczegóły           |
| --------------- | ------------ | --------------------------------------------------------- | ------------------- |
| 2020            |              |                                                           |                     |
| 14 września     | VLive        | Moonbin & Sanha (ASTRO) 1st Mini Album <IN-OUT> Showcase  | [ 23 ]              |
| 18 września     | Twitter      | Blue Room Live                                            | [ 24 ]              |
| 21 września     | Kakao TV     | Comeback Show MU:TALK EP.2                                | [ 25 ]              |
| 22 września     | VLive        | MOONBIN&SANHA (ASTRO) X LieV!                             | [ 26 ]              |
| 24 września     | SOHU KOREA   | Idol Going to Work                                        | [ 27 ]              |
| 30 września     | Seezn        | Back to Idol                                              |                     |
| 11 października | TBS TV       | Fact iN Star                                              | [ 28 ]              |
| 12 października | Kakao TV     | New Pang                                                  |                     |
| 12 października | SBS MTV      | Idol House                                                | z JinJinem i Rockym |
| 17 października | STATV        | Idol League                                               | [ 30 ]              |
| 2022            |              |                                                           |                     |
| 15 marca        | YouTube      | Moonbin & Sanha 2nd Mini Album <REFUGE> "REFUGE Showcase" | [ 31 ]              |
| 23 marca        | MUPLY        | 플리예고LIVE                                              | [ 32 ]              |

### Radio
| Data | Nazwa stacji | Nazwa programu             | Szczegóły          |
| ---- | ------------ | -------------------------- | ------------------ |
| 2020 | NOW.         | Late Night Idol            | (14 września 2020) |
| 2020 | MBC 표준FM   | IDOL RADIO                 | (16 września 2020) |
| 2020 | MBC FM4U     | IDOL RADIO                 | (16 września 2020) |
| 2020 | UNIVERSE     | IDOL RADIO                 | (16 września 2020) |
| 2020 | NOW.         | 네이놈                     | (21 września 2020) |
| 2020 | MBC FM4U     | Kim Shinyoung's Radio Show | (25 września 2020) |
| 2020 | SBS Power FM | Park So-hyun's Love Game   | (26 września 2020) |
| 2022 | MBC FM4U     | Dream Radio                | (15 marca 2022)    |
| 2022 | MBC 표준FM   | IDOL RADIO                 | (21 marca 2022)    |
| 2022 | MBC FM4U     | IDOL RADIO                 | (21 marca 2022)    |
| 2022 | UNIVERSE     | IDOL RADIO                 | (21 marca 2022)    |
| 2022 | NOW.         | Studio Moon Night          | (23 marca 2022)    |
| 2022 | NOW.         | Late Night Idol            | (24 marca 2022)    |
| 2022 | KBS Cool FM  | STATION Z                  | (26 marca 2022)    |

### Sesje zdjęciowe
| Rok  | Czasopismo          | Wydanie        | Szczegóły     |
| ---- | ------------------- | -------------- | ------------- |
| 2020 | Beautiful Beauty+   | październikowe | [ 39 ] [ 40 ] |
| 2020 | JUNON Japan         | listopadowe    |               |
| 2020 | Marie Claire        | listopadowe    |               |
| 2020 | China K!ND Magazine | jesienne       |               |
| 2020 | e.L.e Magazine      | jesienne       |               |
| 2021 | Y Magazine Vol.2    |                | [ 41 ]        |
| 2021 | "Singles"           | październikowe | [ 42 ]        |
| 2022 | COSMOPOLITAN        | kwietniowe     | [ 43 ]        |
| 2022 | Hallyu Pia Japan    | majowe         |               |

## Nagrody

### 1 miejsca w programach muzycznych
| Data        | Program          | Nagradzana piosenka | Szczegóły |
| ----------- | ---------------- | ------------------- | --------- |
| 22 września | SBS MTV The Show | Bad Idea            | [ 44 ]    |